# 旅行車
旅行車（英語：station wagon），音译为瓦罐车，是結合中型轎車和掀背車特點的一種車型，與當今熱門的休旅車有相同甚至更甚的後行李廂空間。構造是將三廂轎車的車身將其車頂向後延伸與尾部結合，並將行李廂門改成掀背式尾門，同時擁有轎車的長度與掀背車的設計。第三個或第五個門可是掀背式或擋板，車身造型可轉換成一個標準的三箱設計兩箱的設計包括一個A，B，C柱，以及一個D-支柱。旅行車並可以靈活地重新折疊式後排座椅。美國傳統詞典定義為“一個或多個行可折疊或可移動的座位和無行李艙的汽車，但背後的擋板可放置行李箱，包裹等。这种汽车在在1969年，福斯機械師說：“旅行車它是一個對口的，大部分是相同的軸距，提供了相同的變速器和發動機，同樣的舒適和便利的選擇。”
旅行車因其充裕的尾部空间而被愛戴，但隨著汽車設計的發展，有許多人認為SUV會比旅行車更為實用。